# Трифун Исаковић
Трифун Исаковић је био српски војсковођа из 18. века, пореклом из села Средска. Трифун и његов брат Вук Исаковић су били у служби Аустроугарске.
1738. године учествовао је у рату на страни Аустријанаца са Турцима. Заједно са својим братом Вуком командовао катанима и хајдуцима који су похарали Лешницу. Послије тог рата имао је чин капетана.
Један је од највећих приложника за нову цркву манастира Шишатовац.